# Wyspa Admiralicji
Wyspa Admiralicji (ang. Admiralty Island, tli. Xootsnoowú) – wyspa w Archipelagu Aleksandra, w południowo-wschodniej Alasce. Ma 145 km długości i do 56 km szerokości, ma powierzchnię 4264 km². W 2000 roku wyspę zamieszkiwało 650 osób.
Wyspa posiada dużą populację niedźwiedzi brunatnych, których liczbę szacuje się na około 1800 osobników. W 1986 wyspa wraz z pobliskim Parkiem Narodowym Glacier Bay wchodzi w skaład rezerwatu biosfery.